# دهستان کانگپار
دهستان کانگپار (به لاتین: Kangpar Gewog) یک دهستان در کشور بوتان است که در ناحیهٔ تراشیگانگ واقع شده‌است.